# Кой се страхува от Вирджиния Улф?
„Кой се страхува от Вирджиния Улф?“ (на английски: Who's Afraid of Virginia Woolf?) е американски игрален филм – психологическа драма, излязъл по екраните през 1966 година, режисиран от Майк Никълс с участието на Елизабет Тейлър и Ричард Бъртън в главните роли. Сценарият, написан от Ърнест Леман, е адаптация по едноименната пиеса от американския драматург Едуард Олби.

## Сюжет
Произведението разказва историята за изсивяващите взаимоотношения между Джордж (Бъртън), преподавател в местния колеж и неговата алкохолизирана съпруга Марта, дъщеря на директора на колежа.

## В ролите
| Актьор          | Роля                                        |
| --------------- | ------------------------------------------- |
| Елизабет Тейлър | Марта, дъщеря на директора на местния колеж |
| Ричард Бъртън   | Джордж, преподавател в местния колеж        |
| Джордж Сегал    | Ник, млад преподавател в местния колеж      |
| Санди Денис     | Хъни, съпруга на Ник                        |
| Франк Фланаган  | Роудхаус мениджър                           |
| Агнес Фланаган  | Роудхаус сервитьорка                        |

## Награди и номинации
„Кой се страхува от Вирджиния Улф?“ е сред основните заглавия на 39-ата церемония по връчване на наградите „Оскар“, където е номиниран за отличието в цели 13 категории, печелейки 5 статуетки в това число за най-добри женски главна и поддържаща роли за актрисите Елизабет Тейлър и Санди Денис. Номинации за „Оскар“ получават и техните партньори Ричард Бъртън и Джордж Сигал.
Сред многото екранни партньорства на Тейлър и Бъртън, които са семейна двойка и в реалния живот, това е широко възприемано за едно от върховите им изпълнения. За ролите си, двамата са удостоени с приза на БАФТА за най-добри британски актьор и актриса.